# Eyl
Eyl is een stad in de autonome regio Puntland in Somalië. De prominente clans in het gebied zijn de Majeerteen en de Leekase subclan van de Darod. 

## Geografie
De Nugaal stroomt hier in de Indische Oceaan.

## Galerij

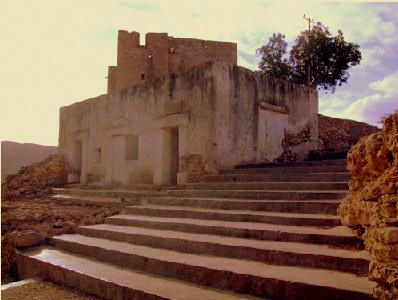
Ruïne van een fort

## Geschiedenis
Zeebeving Indische Oceaan 2004Eyl ligt in het gebied dat getroffen werd door de Tsunami in 2004.
Somalische piraterijAnno 2008 is Eyl een havenstad die gebruikt wordt door Somalische piraten. Meer dan een dozijn schepen lagen voor de haven van Eyl terwijl de bemanning gegijzeld werd. In 2010 verschoof de piraterij naar de regio Galmudug na acties van de autoriteiten in Puntland.

## Geboren
- Abdulqawi Yusuf (1948), rechter